# La Librairie française
 (septembre 2015).
Si vous disposez d'ouvrages ou d'articles de référence ou si vous connaissez des sites web de qualité traitant du thème abordé ici, merci de compléter l'article en donnant les références utiles à sa vérifiabilité et en les liant à la section « Notes et références ».
Ne doit pas être confondu avec La Nouvelle Librairie.
La Librairie française est une librairie et une maison d'édition française fondée par Henry Coston en 1952 et dirigée par son épouse Gilberte. En 1976, elle est vendue à Jean-Gilles Malliarakis qui la ferme en 1995.
En 2010, une librairie de même orientation politique ouvre sous le même nom à Paris.

## Description
La Librairie française publiait essentiellement des ouvrages d'extrême droite, antimaçonniques, nationalistes, négationnistes ou, plus largement, sur des théories du complot, comme le thème des « 200 familles » cher à Henry Coston. C'est ainsi sous son couvert que fut réédité Le Mensonge d'Ulysse (1955), et publiée en 1961 la première édition d'Ulysse trahi par les siens, de Paul Rassinier.
La principale collection de la maison s'intitulait « Documents et témoignages » ; elle diffusait également la revue Lectures françaises, dirigée par Henry Coston et Michel de Mauny.
La société cesse ses activités dans les années 1990.
Au début des années 2010, une autre librairie de droite nationaliste ouvre sous le même intitulé, gérée par l'association Renouveau français,.

## Quelques auteurs publiés
- Jacques Bordiot
- Henry Coston
- Pierre-Antoine Cousteau
- George Ollivier
- Jacques Ploncard d'Assac
- Paul Rassinier
- Louis Truc
- Jean-Eudes Gannat